# موروتسو
موروتسو (به ایتالیایی: Morozzo) یک کومونه در ایتالیا است که در استان کونیو واقع شده‌است.

## خصوصیات
موروتسو ۲۲٫۰ کیلومترمربع مساحت و ۲٬۱۲۰ نفر جمعیت دارد.